# جو شولمان
جو شولمان (بالإنجليزية: Joe Shulman)‏ هو عازف جاز أمريكي، ولد في 12 سبتمبر 1923 في نيويورك في الولايات المتحدة، وتوفي بنفس المكان في 2 أغسطس 1957.

## وصلات خارجية
- جو شولمان على موقع ميوزك برينز (الإنجليزية)
- جو شولمان على موقع أول ميوزيك (الإنجليزية)
- جو شولمان على موقع ديسكوغز (الإنجليزية)